# Ретрокомпьютинг
Ретрокомпью́тинг (англ. retrocomputing) — термин, используемый для описания работы с устаревшими, вышедшими из употребления компьютерными системами и программами для них. Увлечение, хобби, способ развлечься для многих энтузиастов, собирающих и использующих интересные ретро-компьютеры и программы. Кроме того, ретрокомпьютингом занимаются из ностальгии по ушедшему времени.
Следствием бурного развития компьютеров стало то, что компьютерные устройства довольно быстро устаревали. Ретрокомпьютинг является способом сохранить историю вычислительной техники для будущих поколений.
Ретрокомпьютинг включает в себя целый ряд направлений:

## Исторические направления
Многие люди коллекционируют устаревшие («винтажные»), раритетные или необычные компьютерныe системы — такие как калькуляторы, домашние компьютеры, игровые приставки и игровые автоматы; иногда такие коллекции становятся частью экспозиции крупных музеев. Создаются и развиваются частные и общественные компьютерные музеи — например, такие как Музей компьютерной истории в Маунтин-Вью, Калифорния.
Коллекционируют также программы и данные для устаревших систем. При этом часто возникают задачи переноса данных на современные носители и конвертация в современные форматы, сохранения этих данных и каталогизации. Быстрая эволюция систем хранения данных и носителей информации приводит к тому, что для данных на устаревших носителях, со временем, становится всё сложнее найти современное считывающее устройство.
Поиск, сохранение и упорядочение информации об устаревших системах. К такой информации относятся описания, проектная и эксплуатационная документация, схемы, исторические документы. Существует ряд сайтов, посвящённых вычислительной технике в целом, либо отдельным семействам устройств. Некоторые из таких сайтов предоставляют функциональность вики, позволяя вносить и уточнять информацию силами самих пользователей. Также важно сохранение и дополнение знаний об использовании устаревших систем и программ.
Исследования в области компьютерной истории — своего рода «экспериментальная археология» в области компьютеров. Наиболее известные примеры — реконструкция Разностной машины Чарльза Бэббиджа и реализация языка Планкалкюль в 2000 году (спустя полвека после его изобретения).

## Аппаратные направления
Восстановление и реконструкция устаревших систем, поддержка их в работоспособном состоянии. Трудностью здесь является то, что многие требуемые для ремонта или эксплуатации компоненты уже давно не производятся.
Моддинг устаревших систем. Например, переделка домашнего компьютера 1980-х в портативный лэптоп или оформление ретро-приставки в стиле «стимпанк».
Повторение старых систем на современной элементной базе (см. en:Home computer remake). Например, Replica 1 повторяет компьютер Apple I в виде платы с всего одной микросхемой. Подобным образом One Chip MSX повторяет компьютер стандарта MSX2. Появление ряда достаточно дешёвых ПЛИС послужило толчком к созданию целого ряда таких устройств.
Создание собственных любительских (англ. homebrew) компьютерных систем «в стиле 1980-х» и/или на устаревшей элементной базе.

## Программные направления
Существуют и развиваются эмуляторы устаревших систем. В частности, это позволяет играть в игры для старых игровых приставок и домашних компьютеров на современных персональных компьютерах, карманных компьютерах и смартфонах. В процессе написания эмулятора часто выявляются неточности имеющейся документации и её неполнота, которую приходится заполнять путём экспериментов с «живой» системой. Эмуляторы позволяют получить опыт использования, ощутить «атмосферу», присущую эмулируемой системе, а также являются средством сохранения в рабочем состоянии программного обеспечения, предназначенного для эмулируемого устройства.
- MAME — эмулятор множества игровых систем, аркадных игровых автоматов, домашних компьютеров и игровых приставок
- SIMH — мультисистемный эмулятор

Возможно также и написание программного обеспечения для устаревших систем. Обычно при этом используются кросс-компиляторы и другие кросс-инструменты, а также эмуляторы — для тестирования и отладки программ.
Ромхакинг позволяет исправить ошибки, изменить встроенные шрифты, добавить в старые игры новые возможности (например, дополнительные уровни). Любительский перевод и, в частности, русификация, старых компьютерных и консольных игр делает их доступными для более широкой аудитории.
Энтузиасты продолжают создавать любительские (homebrew) игры, в том числе портируя игры с других платформ и создавая ремейки. Организуются конкурсы разработчиков таких игр.
Существуют операционные системы для устаревших систем, написанные в недавнее время, в частности, ОС Wheels и ОС Contiki. Создаются UNIX-совместимые варианты ОС для домашних компьютеров. Например, для советского компьютера БК в 2006 году была создана BKUNIX. В сентябре 2016 года, к 30-летию выпуска Apple IIGS, Джон Брукс выпустил существенное обновление операционной системы для этого компьютера — ProDOS версии 2.4.
Портирование игр с устаревших систем на современные игровые системы и компьютеры. Помимо прямого портирования, с сохранением полностью идентичной картинки и геймплея, некоторые порты выполняются с целью улучшить саму игру — например, «раскрасить» чёрно-белые или ограниченные по цветам спрайты и текстуры, или повторить сценарий и обстановку старой игры на новом движке; в этом случае обычно говорят о ремейке игры.
И в настоящее время есть музыканты, создающие электронную музыку, используя возможности бытовых компьютеров 1980-х — см. трекерная музыка и чиптюн.

## Ретрогейминг
Ретрогейминг (англ. retrogaming), также олдгейминг (англ. oldgaming) — ещё одно направление в рамках ретрокомпьютинга — увлечение играми, созданными для устаревших компьютерных систем. Обычно эти системы — игровые приставки, домашние компьютеры и аркадные игровые автоматы. Игроков, увлечённых ретрогеймингом, называют ретрогеймерами. Игра происходит либо на оригинальном оборудовании, либо на современном — посредством эмуляции или с использованием портированых версий оригинальных игр.
Игры 1980-х часто ассоциируются с какими-то конкретными авторами, и часто ретрогеймеры ориентируются в выборе игр именно на конкретного разработчика игры.
Субкультура ретрогейминга также затрагивает музыку старых игр. Во время их создания, как правило, возможности по проигрыванию готовых композиций были ограничены, поэтому мелодии синтезировались непосредственно во время игры; написание музыки для игр в то время включало в себя не только сочинение, но и программирование.
Для современных игровых приставок выпускаются сборники старых игр — портированных, либо со встроенным эмулятором. Такие сборники обычно включают в себя игры от одного издателя; в частности, существуют сборники с играми от Sega, Taito, Midway, Capcom и Namco (Midway Arcade Treasures, Capcom Classics Collection, Namco Museum и др.). Каждый сборник содержит 10-30 игр; некоторые из таких сборников содержат и оригинальные игры, и современные ремейки. Создатели современных консолей предоставляют возможность покупки ретро-игр через сервисы цифровой дистрибуции, такие как Virtual Console, Xbox Live Arcade и PlayStation Store.
Система класса «plug-and-play» (подключи и играй) — такая как C64 Direct-to-TV и Atari Flashback — состоит обычно из небольшого устройства, повторяющего или эмулирующего устаревшую систему, и включает в себя несколько (10-30) игр, не допуская расширения. В конце 2007 года было выпущено портативное устройство Sega Mega Drive Handheld, содержащее фиксированный набор из 20-ти игр.
Популярность ретрогейминга приводит к тому, что иногда современные, разработанные с нуля игры, оформляют в ретро-стиле, в попытках придать игре очарование игр 1980-х (например, Cave Story, La-Mulana, Mega Man 9, Retro Game Challenge, VVVVVV).

## События
Ретрокомпьютингу посвящаются выставки, презентации, конкурсы и фестивали. Некоторые из них, проводимые ежегодно:
- В США: в Калифорнии проводится Vintage Computer Festival[англ.] (VCF)[19]; в Огайо — The Classic Computing and Gaming Show[20], проводится в конце мая в Кливленде; каждый июль в Канзасе проходит KansasFest[англ.], посвящённый Apple II.
- В Великобритании — Retrovision[англ.].
- В Германии — Vintage Computer Festival Europe (VCFe)
- В России — ежегодный фестиваль демосцены Chaos Constructions, важная часть которого — выставка устаревших и необычных компьютерных устройств. Традиционно в программу фестиваля входят конкурсы AY-музыки для ZX Spectrum, создания демо и интро. Так же существуют менее известные регулярные мероприятия — фестиваль ретрокомпьютеров ArtField и московский даунгрейд-фест ASWDF

## Публикации
Существует несколько бумажных журналов на тему ретрокомпьютинга, таких как Retro Gamer (Великобритания, издаётся с 2004 года) и Retro (Германия).
Британский интернет-магазин Console Passion Retro Games специализируется исключительно на ретро-играх. Магазин также выпускает журнал Retro Fusion и спонсирует выпуск CD-журнала Retro Survival.